# Свято-Михайлівський храм (Покровськ)
Свято-Михайлівський храм - храм Горлівської єпархії РПЦвУ у місті Покровськ Донецької області.
Розташований у Соборному сквері (колишньому парку ім. Горького).
Рішення про будівництво храму було прийняте у 1996 році. Перший камінь на будівництві було закладено у 2006 році. Церкву будували протягом десятиліття і завершили у 2013 році.

## Джерело
- Стрюк В. Православные храмы и приходы Красноармейского благочиния // Любимый город. Историко-краеведческий альманах. Выпуск 3., К.: «МП Леся», 2015. — С. 12-23 (рос.)
- Красноармейск: достижения и перспективы, Донецк, 2010. С. 56-57 (рос.)